# Esko Rechardt
Esko Tapani Rechardt (Helsinki, 9 de junio de 1958) es un deportista finlandés que compitió en vela en la clase Finn. Es hermano del también regatista Lauri Rechardt.
Participó en dos Juegos Olímpicos de Verano en los años 1980 y 1984, obteniendo una medalla de oro en Moscú 1980 en la clase Finn.

## Palmarés internacional
| Juegos Olímpicos | Juegos Olímpicos | Juegos Olímpicos | Juegos Olímpicos |
| Año              | Lugar            | Medalla          | Clase            |
| ---------------- | ---------------- | ---------------- | ---------------- |
| 1980             | Moscú (URSS)     | Medalla de oro   | Finn             |